# Cassipourea adamii
Cassipourea adamii är en tvåhjärtbladig växtart som beskrevs av Jacques-felix. Cassipourea adamii ingår i släktet Cassipourea, och familjen Rhizophoraceae. Inga underarter finns listade i Catalogue of Life.